# Paulinus a Sancto Bartholomaeo

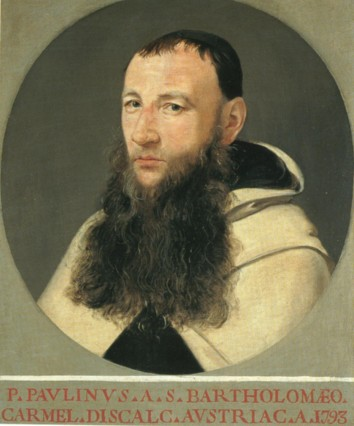
Paulinus a Sancto Bartholomaeo

Paulinus a Sancto Bartholomaeo OCD (auch Johann Philipp Wesdin und Johann Philipp Weszdin, * 25. April 1748 in Hof am Leithaberge; † 7. Februar 1806 in Rom) war ein österreichischer Karmelit, christlicher Missionar und Indologe.

## Leben und Werk
Paulinus a Sancto Bartholomaeo wirkte nach Studien in Prag und Rom sowie nach seiner Priesterweihe 1774 von 1776 bis 1789 als christlicher Missionar an der malabarischen Küste in Indien. Er verfasste die erste europäische Grammatik des Sanskrit (Sidharubam seu grammatica sanscrdamica, Rom 1790). Er gilt als Vorläufer der vergleichenden indo-europäischen Linguistik.